# Corine (chanteuse)
Corine, pseudonyme de Aurore Imbert,, est une chanteuse française de disco-pop.

## Biographie
Originaire de Rognes dans les Bouches-du-Rhône, d'un père architecte et d'une mère peintre sur soie, elle reçoit une éducation libérale et suit les cours d'une école de cirque. Elle découvre dans son village une affiche d'une troupe de théâtre, L'Atelier du possible, cherchant des comédiens amateurs. De 14 à 20 ans, avec cette troupe, elle va jouer dans différents villages de la région. Un metteur en scène la pousse à chanter. À 19 ans, elle monte à Paris, trouve un travail de caissière à la Fnac et le soir chante dans les cabarets, des chansons de Bourvil, Brassens, Reggiani, etc. Elle séjourne également un temps à Lyon et un peu au Québec. Elle commence sa carrière musicale sous le pseudo de Dawn, signifiant « aurore » en anglais, en chantant en anglais des chansons de rock indé, puisant son inspiration chez Björk, Cat Power ou Elysian Fields.
En 2016 avec la rencontre avec Marc Collin, l'un des fondateurs du groupe Nouvelle Vague, et le réalisateur de disque Dorion Fiszel, elle change d'univers musical. Elle évolue vers un style disco-funk ou disco-pop des années 1970 et 1980 prenant le pseudo de Corine, à la fois car ce prénom représente « madame tout le monde » et les jeunes filles qui sont sur les dance floors dans les années 1980,, et pour le coté provoquant de l'ancienne expression « T'es venu avec Corinne » qui signifiait avoir de la cocaïne. Elle change de look avec une énorme coiffure permanentée et peroxydée à la Bonnie Tyler. Elle fait un duo avec Juliette Armanet sur la chanson Épopée solaire, Armanet avait aimé une des chansons de Corine et l'avait contactée. Elle rencontre le succès dans le courant de l'année 2018 par ses musiques et ses clips rappelant le disco-funk des années 1970 ou le disco-pop des années 1980. Elle joue alors beaucoup dans les clubs et dans les soirées branchées comme celles du festival de Cannes ou les « after parties » de défilés de mode, mais surtout sort des clips très travaillés de ces chansons qui connaissent le succès sur le net. Elle tourne ensuite dans différentes salles en France et fait une date à l'Olympia en octobre 2019.
Elle écrit les textes de ses chansons et la musique est composée par Marc Collin et Dorion Fiszel,.

## Disques
- Fille de ta région[Notes 3], volume 1, EP, 2016
- Fille de ta région, volume 2, Polydor, EP, 2018
- Un Air de fête, album, Polydor, 2018
- R, album, Gloria Music, 2023[9]